# Эберштедт
Эберштедт (нем. Eberstedt) — община в Германии, в земле Тюрингия. 
Входит в состав района Веймар. Подчиняется управлению Бад Зульца.  Население составляет 224 человека (на 31 декабря 2010 года). Занимает площадь 4,13 км².